# 나라 밍주
밍주(明珠, ᠮᡳᠩᠵᡠ mingju, 1635.11.19-1708.6.3)는 여허나라씨(葉赫那拉氏)로, 자(字)는 단범(端範)이다. 여허나라씨 조상들은 몽골 투메드(土默特)에서 나라(那喇)로 개성하였기에, '나라 밍주(納蘭明珠)'라고 칭하기도 한다. 청(淸) 강희(康熙) 연간 중신이다. 만주(滿洲) 정황기(正黃旗) 출신이다.

## 출신
여허나라씨의 시조는 싱건다르한(星懇達爾漢, 혹은 勝根打喇漢, 打葉)이다. 밍주의 조부는 여허(Yehe, 葉赫)의 버일러(貝勒)였던 긴타이시(Gintaisi, 金台石)이다. 밍주의 부친 니야하(Niyaha, 尼雅哈)는 여허부락을 이끌고 청태조(淸太祖) 누르하치(Nurhaci, 努爾哈赤)에게 투항하여 좌령(佐領) 직에 제수되었다. 장인은 도르곤(Dorgon, 多爾袞)의 친형 영친왕(英親王) 아지거(Ajige, 阿濟格)이다.

## 관력
강희 초기, 밍주는 시위(侍衛) 및 치의정(治儀正)을 맡았으나, 얼마 후 내무부낭중(內務府郞中)으로 승진하였다. 강희 3년(1664), 내무부 총관(內務府總管)에 올라 궁정 사무 최고 장관이 되었다. 강희 5년(1666) 홍문원학사(弘文院學士)가 되어 국정에 참여하기 시작하였다. 강희 7년(1668), 밍주는 황명을 받아 공부상서(工部尙書) 마르사이(馬爾賽)와 함께 회양(淮揚) 지역의 수재를 조사하였고, 조사를 통하여 청구(淸口)가 회하(淮河)와 황하(黃河)의 합류 지점이라는 것을 규명, 또한 논의를 통하여 백구장(白駒場) 옛 갑구(閘口)를 수복하기로 하였고, 황하 북안의 하도(河道)를 뚫어 물줄기를 끌어당겼다. 얼마 후, 밍주는 형부상서(刑部尙書)에 임명되었다. 강희 9년(1670), 도찰원좌도어사(都察院左都御史)에 가봉(加封)되어 경연강관(經筵講官)을 맡았다. 강희 11년(1672), 병부상서(兵部尙書)로 전직되었다. 강희 12년(1673), 강희제(康熙帝)가 남원(南苑) 양응대(晾應臺)에 이르러 팔기병(八旗兵)을 순시하였을 때, 밍주는 사전에 훈련 항목을 반포하고 군사들을 훈련시켰으며, 검열일에는 군용이 장엄하게 배열되자 강희제는 밍주의 재능을 칭찬하였다.

## 가족

### 세계
- 시조 : 싱건다르한(星懇達爾漢, 혹은 勝根打喇漢, 打葉)
  - 5대조 : 추쿵거(祝孔革, 혹은 褚孔格, 杵孔格), 싱건다르한의 증손자
    - 고조부 : 타이추(太杵, 혹은 台坦柱)
      - 증조부 : 양기누(楊吉砮, 혹은 養汲努)
        - 백조부 : 나림불루(納林布祿)
        - 조부 : 긴타이시(Gintaisi, 金台石)
        - 숙조부 : 사이비투(Saibitu, 賽碧圖, 혹은 賽必圖)[1], 아산(Asan, 阿山)[2] 등
        - 고모할머니 : 몽고저저(Monggojeje, 孟古哲哲) : 훗날 효자고황후(孝慈高皇后)
          - 백부 : 덜거리(德爾格勒 혹은 德爾赫禮)
            - 사촌 : 난추(南楮), 솔호(索爾和), 조오서(趙色)
              - 질자 : 무잔(穆占) 등
              - 질녀 : 수타이 태후(蘇泰太后)

          - 부친 : 니야하(Niyaha, 尼雅哈, 혹은 倪迓韓)[3]
          - 모친 : 모르치씨(墨爾齊氏)
            - 형제 : 정쿠(Jengku, 振庫, 혹은 鄭庫)[4]
            - 본인 : 밍주(明珠)
            - 처 : 아이신기오로씨(愛新覺羅氏, 1637-1694) : 아지거의 오녀

### 후손
- 본인 : 나라 밍주
- 처 : 아이신기오로씨(愛新覺羅氏, 1637-1694) : 영친왕(英親王) 아지거(阿濟格) 오녀[5]:281
  - 장남 : 싱더(性德) : 유명한 청대 사인(詞人)
  - 처 : 원배(元配) 노씨(盧氏, 1656-1677), 계실(繼室) 관씨(官氏), 첩(妾) 안씨(顏氏), 외실(外室) 심완(沈宛)
    - 장손자 : 푸거(富格, 1675-1700)
      - 증손자 : 잔다이(瞻岱, 1699-1740）
        - 고손녀 : 나라씨(納蘭氏) : 옹정(雍正) 11년(1733) 오룬(鄂倫)과 결혼(오룬 부친 오르치(鄂爾奇)는 대학사 오르타이(鄂爾泰)의 동생)

    - 장손녀 : 나라씨(納蘭氏, 1675-1700) : 남편은 내각학사(內閣學士) 고기탁(高其倬)
    - 차손자 : 푸르돈(富爾敦, 1677-?)
    - 삼남자 : 푸선(富森, 1685-?)
    - 차손녀 : 나라씨(納蘭氏) : 연갱요(年羹堯)와 결혼
    - 삼손녀 : 나라씨(納蘭氏) : 마카나(馬喀納)와 결혼

  - 장녀 : 나라씨(納蘭氏)
  - 사위 : 일등백(一等伯) 이천보(李天保), 이천보는 이영방(李永芳)의 증손자이자 군기대신겸운귀총독(軍機大臣兼雲貴總督) 이시요(李侍堯)의 할아버지뻘, 강희제 안빈(安嬪)의 당질(堂侄)[5]:281
  - 차녀 : 나라씨(納蘭氏)
  - 사위 : 온군왕(溫郡王) 대종도로버일러(大宗多羅貝勒) 아이신기오로 연수(延綬)와 결혼[5]:281
  - 차남 : 규서(揆叙, 1674-1717)
  - 며느리 : 경씨(耿氏, 1671-1719) : 경취충(耿聚忠)과 화석유가공주(和碩柔嘉公主)의 딸
  - 삼남 : 규방(揆方, 1680-1708)
  - 며느리 : 아이신기오로씨(愛新覺羅氏, 1681-1706) : 강친왕(康親王) 걸서(傑書)의 팔녀
    - 손자 : 영수(永壽, 1702-1731) : 규방의 장남
    - 손부 : 관사백(關思柏) : 정황기(正黃旗) 한군부도통(漢軍副都統) 아한타이(阿漢泰, 수완과르기야씨 蘇完瓜爾佳氏 정황기正黃旗 무슈穆舒의 칠세손七世孫)의 딸, 고봉일품부인(誥封一品夫人)의 딸, 청대 규각시인
      - 증손녀 : 나라씨(納蘭氏) : 영수의 장녀, 남편은 널수(訥爾蘇)의 아들인 버이서(貝子) 복수(福秀)
      - 증손녀 : 나라씨(納蘭氏) : 영수의 차녀, 현대 중국 역사학자 황일농(黃一農)은 푸헝(傅恆)의 처 푸진나라씨(福晉那拉氏)로 추측[6] 푸캉아(福康安)의 생모로 추측
      - 증손녀 : 나라씨(納蘭氏) : 영수의 삼녀,  아바타이(阿巴泰)의 후예이자 호군참령(護軍參領) 부히찬(布希禪)과 결혼
      - 증손녀 : 나라씨(納蘭氏) : 영수의 사녀, 황일농은 건륭제(乾隆帝)의 서비(舒妃)로 추측[6](그러나 의심스러움[7])

    - 손자 : 영복(永福) : 규방의 차남
    - 손부 : 아이신기오로씨(愛新覺羅氏, 1704-1727) : 윤당(胤禟)의 삼녀
      - 증손녀 나라씨(納蘭氏) : 영복의 장녀, 남편은 유군왕(愉郡王) 홍경(弘慶)
      - 증손자 영수(寧琇) : 영수(永壽)의 후사로 입적
      - 증손녀 나라씨(納蘭氏) : 영복의 차녀, 남편은 종실(宗室) 영규(永㥣)

  - 삼녀 : 나라씨(納蘭氏) : 요절[5]:281, 『수여시고(繡餘詩稿)』라는 저서가 있음
  - 딸(?) : 거거나라씨(格格納蘭氏) : 강희제 빈어(嬪御), 유년에 입궁함. 밍주의 세 딸 중 하나로도 추정됨, 혹 기록에는 없는 딸로도 봄[5]:281